# دنیاگیری کووید-۱۹ در بلاروس
دنیاگیری کووید-۱۹ در بلاروس بخشی از دنیاگیری بیماری کروناویروس ۲۰۱۹ در جهان است. اولین مورد تأیید شده در بلاروس در ۲۸ فوریه ۲۰۲۰ در شهر مینسک اعلام شد.